# Solomon Kullback

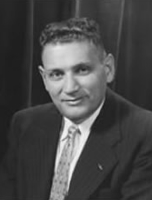
Solomon Kullback

Solomon Kullback (* 4. April 1907 in Brooklyn, New York; † 5. August 1994 in Boynton Beach, Florida) war ein US-amerikanischer Mathematiker (Statistik) und Kryptologe.
Kullback besuchte die Boys High School in Brooklyn und studierte am City College of New York. Danach unterrichtete er Mathematik in New York, war aber wie sein Schulfreund Abraham Sinkov damit unzufrieden und bewarb sich als Mathematiker für den Öffentlichen Dienst. Sie wurden von William Friedman 1930 für den Signals Intelligence Service (SIS) akzeptiert. Zusammen mit Frank Rowlett wurden sie in Washington, D.C. zu Kryptographen ausgebildet, zum Teil unter Benutzung der Archive des zuvor geschlossenen Black Chamber. Sinkov, Kullback und Rowlett waren somit nach Friedman die ersten drei Mathematiker der späteren NSA. Daneben promovierte Kullback 1934 bei Frank M. Weida an der George Washington University (An Application of Characteristic Functions to the Distribution Problem of Statistics), wo er auch ab 1939 Abendkurse in Mathematik gab.
In den 1930er Jahren arbeitete der SIS meist nur an der eigenen Kommunikationssicherheit (COMSEC). Wie Sinkov war auch er an der Herstellung von Codebüchern für die US-Armee beteiligt, wobei sie als Zufallselement das in die Luft werfen von Kartenspielen benutzten. Außerdem testeten sie kommerzielle Angebote von Chiffriermaschinen, die sie aber meist „knacken“ konnten. Kullback und Frank Rowlett (der ebenfalls 1930 angeworben worden war) begannen allerdings auch ab 1936 in den japanischen diplomatischen Verkehr einzubrechen, der mit Maschinen verschlüsselt wurde (Codename Red). Aus den entzifferten Botschaften bekam die USA Hinweise auf Kriegsvorbereitungen der Achsenmächte. Die Finanzierung des SIS wurde daraufhin verstärkt.
Im Mai 1942 arbeitete Kullback als Major in Großbritannien, wo er sich mit den Briten austauschte und erfolgreich an der Entzifferung deutscher Codes arbeitete. Nach der Rückkehr leitete er die Japan-Abteilung.
Nach dem Krieg wurde er in der 1952 gegründeten NSA Leiter von Forschung und Entwicklung und leitete vor allem den Einsatz von Computern für eigene neue Chiffrierverfahren. Auch die anderen 1930 von Friedman eingestellten Kryptologen hatten Führungspositionen: Sinkov für Nachrichtensicherheit (COMSEC) und Rowlett für Kryptoanalyse.
1962 ging Kullback bei der NSA in den Ruhestand und wurde Professor an der George Washington University mit dem Schwerpunkt Statistik. Nach ihm und Richard Leibler ist die Kullback-Leibler-Divergenz benannt, eine der fundamentalen Definitionen in der Informationstheorie mit Anwendungen in der Statistik und für maschinelles Lernen.